# Hernán Darío Gómez
Hernán Darío Gómez Jaramillo (Medellín, Antioquia, 3 de febrer de 1956), conegut com El Bolillo o El Bembé, és un exfutbolista i entrenador de futbol colombià d'àmplia trajectòria, actualment a càrrec de la selecció de futbol de Panamà.

## Biografia
Hernán Darío Gómez va néixer a Medellín el 1956. És el segon fill de María Teresa Jaramillo i de l'arquitecte Hernán Gómez Agudelo i germà de l'exfutbolista colombià Gabriel Jaime "Barrabás" Gómez. El 2011 es va veure obligat a renunciar al càrrec d'entrenador nacional, després d'una forta polèmica per una baralla amb la seva amant, a la sortida d'un bar de la capital.

### Jugador
La seva carrera professional va començar el 1973 entrant a la selecció juvenil d'Antioquia que va participar del campionat nacional. El 1975 el contracta el club CD Independiente Medellín en el qual hi va jugar fins al 1980. El 1978 va ser convocat amb la selecció de futbol de Colòmbia per a participar en els Jocs Centreamericans i del Carib. Entre el 1980 i el 1984 va jugar pel CD Club Atlético Nacional fins a la seva retirada per una lesió greu al genoll.

### Entrenador
A partir d'aleshores va començar la seva carrera com a entrenador, primer com assistent tècnic de Francisco Maturana a l'Atlético Nacional i amb la selecció colombiana en els Mundials de Itàlia 1990 i Estats Units 1994 i posteriorment com a director tècnic de l'Atlético Nacional amb qui va obtindre el títol de la federació colombiana el 1991, i amb la selección de Colòmbia amb la qual es va classificar pel Mundial de França 1998. Al llarg de la primera part de l'eliminatòria sud-americana es va mantenir invicte durant 7 partits, això li va donar el títol de millor tècnic d'Amèrica del Sud de 1996 concedit pel Diario El País de l'Uruguai.
El 1999 va ser contractat per a dirigir la selecció de l'Equador amb la qual va aconseguir per primera vegada la classificació per a una Copa del Món de futbol l'any 2002. L'any 2001 va patir un atemptat a Guayaquil, però el recolzament de l'afició general pels seus bons resultats li va permetre continuar en el seu càrrec. Va estar al capdavant de l'Equador fins a la Copa Amèrica 2004 dirigint 64 partits internacionals.
El 2006 es va tornar a posar al capdavant d'una selecció nacional, en aquesta ocasió va ser la selecció de Guatemala, però va ser destituït després del que es va anomenar "La Debacle de Los Ángeles", el 8 de febrer de 2008. Una derrota contra una selecció sub-23 de l'Argentina per 5-0 el va sentenciar.

#### Santa Fe
l'1 de juliol del 2008 va fitxar pel Santa Fe CD, un club que no guanyava el títol nacional des de l'any 1975. El seu nomenament va estar precedit de múltiples rumors des de dos mesos abans. No obstant, els mals resultats el van acompanyar al capdevant de l'equip no podent-se classificar pels quadrangulars de semifinals del Torneo Finalización 2008 i del Torneo Apertura 2009, fets que el van dur a la renúncia del càrrec el 12 d'abril del 2009. No obstant, el recolzament dels jugadors i de l'equip directiu van fer que es retractés i seguís en el càrrec. Dues setmanes després no es veia amb força per a seguir i la nova presentació de renúncia va ser acceptada pels directius del Santa Fe.

#### Segon cicle amb Colòmbia
Després del fracàs de Colòmbia intentat classificar-se pel Mundial del 2010, la Federació Colombiana de Futbol va nomenar al Bolillo Gómez nou entrenador, tot i que l'Equador el volia tornar a tenir amb la seva selecció nacional. Però després d'un escàndol per pegar a una dona va haver de renunciar al càrrec.

#### Club Deportivo Independiente Medellín
El 2012, després del seu pas per la selecció colombiana, va dirigir al club Club Deportivo Independiente Medellín, on va debutar com a futbolista de manera professional. El Medellín es va reforçar amb 15 jugadors per lluitar per no descendir i classificar-se pels quadrangulars. Després de la jornada 11, un sèrie d'altercats van fer que el sancionessin durant diversos partits. Però tot i els contratemps, el Medellín es va classificar pels quadrangulars. L'equip va arribar a la final però va acabar perdent-la en el punt de penal després de dos empats contra Millonarios a l'anada i la tornada. El 18 d'abril, el club anuncià la fi del contracte amb Hernán Darío Gómez, pels resultats adversos al Torneo Apertura 2013 que van deixar l'equip en zona de descens, encara que pocs dies després es va anunciar que seria el nou assessor esportiu de l'equip.

#### Selecció de Panamà
El 15 de febrer de 2014, la Federació Panamenya de Futbol el va contractar després de la destitució de Julio César Dely Valdés al no aconseguir l'objectiu de portar a Panamà al Mundial de Brasil 2014. La primera prova del "Bolillo" amb la Selecció de Panamà seria la Copa Centreamericana 2014, on de pas aconseguiria una plaça per a la Copa d'Or de la CONCACAF de 2015 en acabar en el tercer lloc del torneig.
Ja a la Copa d'Or de la CONCACAF de 2015, 'La Sele' va disputar la fase de grups amb la Estats Units, la
Haití i la Hondures; va empatar els tres partits amb els seus rivals i es van classificar per a la següent fase de la competició com a millor tercer. A quarts de final es va enfrontar amb Trinitat i Tobago, partit que també va empatar 1-1 però que a la tanda de penals obtindrien el pas de ronda (6-5). A les semifinals, es trobaria amb Mèxic, el partit va anar a la pròrroga i allí els va sentenciar un penal en contra que els duria a jugar el partit pel tercer lloc contra els Estats Units; partit que acabaria també en empat i que s'enduria la selecció del canal des del punt de penal.
Per a la classificació pel Mundial de Rússia 2018, Panamà va compartir el Grup B amb les seleccions de Costa Rica, Haití, i Jamaica, Aquest grup donava dues places per a l'hexagonal final per una plaça directa pel Mundial de Rússia 2018. Panamà va acabar segona del seu grup amb 10 punts per darrere de Costa Rica que va acabar primera amb 16 punts. El començament de l'hexagonal va ser esperançador pels del canal. El 2017, 'la Sele' afrontaria el remat de les classificatòries, però primer havia de jugar la Copa Centreamericana 2017 on acabaria com a subcampiona per darrere d'Hondures. Tornant a les eliminatòries, començaria amb mal peu però en el partit definitiu a Ciutat de Panamà, 'Los Canaleros' es jugaven el partit de la seva vida contra Costa Rica; el partit es va saldar amb victòria al minut 87 per 2-1. Així es classificava per la Copa del Món per primera vegada a la seva història.
A la Copa del Món de Rússia 2018 la selecció panamenya va quedar enquadrada al grup G juntament amb Anglaterra, Bèlgica i Tunísia i va concloure la seva participació en la fase de grups quedant classificada en darrer lloc perdent els tres partits. El partit contra l'equip anglès va ser el segon de la selecció del canal en un Mundial però en ell, Felipe Baloy hi va marcar el primer gol del conjunt a la competició.

#### Rècord mundial com a tècnic
Després de classificar a Panamà per primera vegada per un Mundial, Hernán Darío Gómez es converteix en el segon tècnic en classificar a tres seleccions diferents per un Mundial. Això ha estat gràcies a classificar a Colòmbia, Equador i Panamà pels Mundials de França 1998, Corea i Japó 2002 i Rússia 2018, respectivament. Només el francès Henri Michel ho havia aconseguit prèviament, fins i tot ampliant amb 4 seleccions, classificant a França, Camerun, Marroc i Tunísia pels Mundials de 1986 i els tres consecutius: Estats Units 1994, França 1998 i Corea i Japó 2002, respectivament.

## Clubs

### Jugador
| Club                   | País     | Any       |
| ---------------------- | -------- | --------- |
| Independiente Medellín | Colòmbia | 1975-1980 |
| Atlético Nacional      | Colòmbia | 1980-1984 |

### Entrenador
| Club                   | País      | Any            |
| ---------------------- | --------- | -------------- |
| Atlético Nacional      | Colòmbia  | 1986-1990      |
| Selecció nacional      | Colòmbia  | 1987-1994      |
| Atlético Nacional      | Colòmbia  | 1991-1993      |
| Selecció nacional      | Colòmbia  | 1995-1998      |
| Selecció nacional      | Equador   | 1999-2004      |
| Selecció nacional      | Guatemala | 2006-2008      |
| Santa Fe               | Colòmbia  | 2008-2009      |
| Selecció nacional      | Colòmbia  | 2010-2011      |
| Independiente Medellín | Colòmbia  | 2012-2013      |
| Selecció nacional      | Panamà    | 2014 - Present |

## Palmarès

### Jugador

#### Campionats nacionals
| Títol                | Club              | País     | Any  |
| -------------------- | ----------------- | -------- | ---- |
| Primera A colombiana | Atlético Nacional | Colòmbia | 1981 |

### Campionats nacionals
| Títol                | Club              | País     | Any  |
| -------------------- | ----------------- | -------- | ---- |
| Primera A colombiana | Atlético Nacional | Colòmbia | 1991 |

### Copes internacionals
| Títol               | Club              | País     | Any  |
| ------------------- | ----------------- | -------- | ---- |
| Copa Interamericana | Atlético Nacional | Colòmbia | 1990 |

### Guardons individuals
| Guardó                               | Any       |
| ------------------------------------ | --------- |
| Director Tècnic Sud-americà de l'any | 1996-1997 |